# The Awakening (Lord Finesse)
The Awakening è il terzo album dell'artista hip hop statunitense Lord Finesse, pubblicato nel 1996 da Penalty e Sony. Il disco è composto da un cast stellare comprendente MC Lyte, KRS-One, Sadat X, Grand Puba, O.C., Large Professor, Showbiz & A.G., Diamond D, Kid Capri e Akinyele.
| Recensione | Giudizio |
| ---------- | -------- |
| AllMusic   | [ 1 ]    |

## Tracce
| #  | Titolo                                  | Featuring                             |
| -- | --------------------------------------- | ------------------------------------- |
| 1  | "Da Sermon (Intro)"                     | -                                     |
| 2  | "Time Ta Bounce"                        | Doo-Wop                               |
| 3  | "True and Livin'"                       | -                                     |
| 4  | "O Lord"                                | O.C.                                  |
| 5  | "Brainstorm/P.S.K. (No Gimmicks Remix)" | O.C., KRS-One                         |
| 6  | "Taking It Lyte"                        | MC Lyte                               |
| 7  | "Gameplan"                              | Marquee                               |
| 8  | "Words from Da Ak"                      | Akinyele                              |
| 9  | "Flip Da Style"                         | -                                     |
| 10 | "Showtime"                              | Showbiz                               |
| 11 | "Speak Ya Peace"                        | Marquee, Diamond D, A.G.              |
| 12 | "Food for Thought"                      | -                                     |
| 13 | "Da Kid Himself"                        | Kid Capri                             |
| 14 | "Hip 2 Da Game"                         | -                                     |
| 15 | "No Gimmicks"                           | KRS-One                               |
| *  | "Actual Facts" (traccia nascosta)       | Sadat X, Large Professor & Grand Puba |

## Classifiche settimanali
| Classifica (1996)         | Posizione massima |
| ------------------------- | ----------------- |
| US Heatseekers Albums     | 32                |
| US Top R&B/Hip-Hop Albums | 36                |